# ویکتور د بائونبک
ویکتور د بائونبک (انگلیسی: Víctor de Baunbag؛ زادهٔ ۵ اوت ۲۰۰۰) بازیکن فوتبال است.
از باشگاه‌هایی که در آن بازی کرده‌است می‌توان به باشگاه ورزشی رئال مایورکا اشاره کرد.